# Yvré-l'Évêque

Yvré-l'Évêque este o comună în departamentul Sarthe, Franța. În 2009 avea o populație de 4,412 de locuitori.